# Pel·lícula snuff
Les pel·lícules snuff (de l'anglès snuff film o snuff movie) són pel·lícules curtes generalment amb un únic pla seqüència mal filmat i inestable que posa en escena un homicidi real, de vegades precedit de pornografia amb violacions de dones o de nens.
El terme snuff movie apareix a mitjans de la dècada del 1970 per designar pel·lícules clandestines contenint imatges de maltractes i d'homicidis que poden ser reals. Aquestes pel·lícules fetes de brutalitat i de violència semblen destinades a aficionats que les demanden. Algunes pel·lícules pel cinema han tractat del tema de les pel·lícules snuff, com Tesis.
La realitat d'aquestes pel·lícules és tanmateix discutida, considerant alguns que es tractaria principalment d'una llegenda urbana.

## Descripció de les pel·lículessnuff
La llegenda popular vol que l'snuff sigui el producte d'un fals rodatge, seguint l'esquema següent: un productor organitza un càsting per a una pel·lícula pornogràfica, les intèrprets compromeses són manipulades per ser víctimes de verdaderes tortures i d'abús, abans de l'homicidi final. Aquesta pel·lícula circula llavors en un circuit tancat de rics aficionats de crims on aquestes gravacions circulen a preu d'or.
Dos components són essencials en l'snuff: la mort i la imatge.
- La mort: ha de ser presentada com real, però cal igualment que sigui visible en el seu desenvolupament. S'ha de veure «el moribund», en altres paraules la víctima a punt de morir, o morint, i no la mort realitzada. Un altre aspecte, la víctima és conscient de la seva mort.
- La imatge: la mort ha de ser filmada. No es tracta de senzilles fotos, cal accentuar el realisme pel moviment i la duració. El pla seqüència és generalment de mala qualitat i filmat per un cineasta semi-professional (enllumenat present però parcial i dolent, enquadraments inestables però dirigits, etcètera.).

## Polèmica sobre l'existència de lessnuff

### Els elements de dubte sobre l'existència de lessnuff
Alguns d'elements al voltant de les pel·lícules snuff són característiques del que s'anomena llegenda urbana, cosa que porta moltes persones a pensar que aquestes pel·lícules no existirien, o només de manera molt excepcional, sense que existeixi un mercat organitzat.
L'element més convincent és que, evidentment, és considerablement menys arriscat pel director posar en escena un fals homicidi, i de vendre'l fent-ho passar per veritat a clients que no veuran la diferència. I si el director és mentalment trastornat i viu fora de la realitat fins al punt de no preocupar-se pels riscs a què s'exposa filmant verdaders homicidis, no és lògic que en faci llavors una utilització lògica i rendible fent un comerç organitzat.
Altres elements fan pensar que es tractaria d'un rumor :
- el fet que les snuff siguin sistemàticament filmades en males condicions d'enquadrament, d'enllumenat, etc., que faciliten les falsificacions;
- el caràcter d’aquestes snuff, que uneixen idees de violència, de sexe, de mort i de diners;
- el fet que cap sentència judicial hagi estat dictada al respecte i que cap investigació policíaca o periodística hagi confirmat la seva existència;.
- el fet que la transmissió d'informacions amb relació a això té lloc a mitjans de comunicació més propicis a la difusió de rumors: transmissió oral, fòrums de discussió a Internet, correu electrònic, etc.
- el fet que una difusió necessàriament reservada a un públic restringit fa que interessi poc les organitzacions criminals ;
- filmar aquests fets els exposa a un reconeixement fàcil de lloc i actors; suposa un risc de ser detinguts.

El 2001, la periodista francesa Sarah Finger va publicar una obra relatant la seva investigació de dos anys sobre el fenomen de les pel·lícules snuff, sobretot a partir de la InterPol i de l'FBI. Sarah Finger hi explica per què posa en dubte fins avui l'existència d'aquestes pel·lícules i sembla col·locar-les en l'àmbit de les llegendes urbanes i dels rumors que circulen a Internet.
El sociòleg Jean-Bruno Renard considera igualment que les pel·lícules snuff són sens dubte una llegenda.

### Els elements a favor de l'existència de lessnuff
- Llocs web que proposen aquesta mena de vídeos són per força difícils de trobar, ja que els seus creadors els emmascaren al màxim per no ser enxampats a causa de la seva il·legalitat, com els llocs de pornografia infantil. La il·legalitat d'aquests vídeos fa que els seus creadors prenguin per força moltes precaucions.
- Es troben molts d'aquests vídeos a xarxes semianònimes, com les de peer to peer així com a xarxes que ho són totalment, com a Freenet on hi ha clarament llocs especialitzats.

## L'assumpte Kuznetsov
Segons un article del diari anglès The Observer, les autoritats russes l'any 2000 van procedir a la detenció del rus Dmitri Vladimirovich Kuznetsov, 30 anys, director de vídeos de tipus snuff on es veien la violació, la tortura i l'homicidi reals de nens. Sempre segons l'article, la investigació mostra que l'individu es desfeia a preu d'or de la seva producció a països com la Gran Bretanya o Itàlia amb destinació a una clientela sàdica i pedofílica.
Tanmateix, en definitiva, la justícia russa no sembla haver-lo acusat d'homicidi: Kuznetov va ser condemnat a 3 anys de presó per a producció i distribució de pornografia infantil

## Altres tipus de pel·lícules reals violentes
A Internet circulen pel·lícules i imatges que no són exactament snuff, però que en són semblants en diversos punts: vídeos ensenyant mort o tortures en temps de guerra o de guerrilla, linxaments, morts violentes per accident, etc.
El 2004 i 2005, d'algunes d'aquestes pel·lícules se n'ha parlat molt, ja que estan lligades a l'actualitat: es tracta de vídeos difosos per grupuscles extremistes que mostren la decapitació d'ostatges, sobretot americans, després de la segona guerra de l'Iraq.
Si les raons del consum d'aquestes pel·lícules o imatges tenen algunes semblances amb les que es presten als consumidors de snuff (fascinació per la violència i la mort, pulsió de destrucció, fins i tot de perversió en certs casos), la seva producció no obeeix a la mateixa lògica. Tal com es defineix la pel·lícula snuff, la mort en si mateixa no té més objectiu que l'excitació mòrbida fins i tot sexual que pot engendrar i, per tant, el profit financer va per darrere. En aquests altres tipus de pel·lícules, les morts tenen altres raons (guerra, ideologia, extremisme religiós, odi i còlera d'una multitud, etcètera.) i la seva captació és sovint fortuïta o ben efectuada igualment per raons ideològiques (colpir l'opinió pública, etcètera.).

## Pel·lícules de ficció inspirades en lessnuff
En els anys 1970, un cert corrent cinematogràfic era a la recerca d'un realisme el més a prop possible de la violència i la mort. Entre d'altres, diversos directors italians han posat en escena relats de canibalisme en algunes pel·lícules relativament cèlebres: Cannibal Holocaust, L'últim Món Caníbal, Mondo Cane, etc.
Aquestes pel·lícules van suposar un cert escàndol, rumors que acusaven certs directors d'haver anat massa lluny filmant la mort real d'animals o de ser humans o provocant-les. Aquests últims s'han defensat, invocant la qualitat dels seus efectes especials.
El 1976, Carter Stevens va decidir d'afegir una escena xocant a la pel·lícula desconeguda de Michael Findlay, The Slaughter, que Stevens reanomenarà snuff. Aquesta escena tenia per objectiu fer creure a l'espectador que el pseudoguionista de la pel·lícula Snuff violava una de les actrius de la pel·lícula The Slaughter abans de matar-la de manera molt bàrbara.
Aquesta escena va crear una polèmica gegantina que va desembocar en investigacions policíaques. La llegenda de les pel·lícules snuff havia nascut.
Flowers Of Flesh And Blood, de la sèrie de pel·lícules de terror japonès Guinea Pig, rema a favor del corrent. El rumor vol que el seu director Hideshi Hino rebi un paquet enviat per un dels seus seguidors. Aquest paquet contindria una pel·lícula en 8 mm, cinquanta-quatre fotografies i una carta de dinou pàgines que parlava d'un crim atroç.
Després d'haver visionat la pel·lícula, Hino va decidir anar a veure la policia, donant-los les proves que havia rebut. La pel·lícula en si mateixa, mostrava un home portant un casc de samurai que drogava una dona, després la desmembrava tot explicant a la càmera que allò que feia era bonic.
Sempre segons els rumors Hideshi Hino va decidir realitzar Flowers of Flesh and Blood per exorcitzar aquesta visió. Experiència reeixida, ja que l'actor americà Charlie Sheen va morir a la pel·lícula i hi va creure tant que va enviar una còpia al FBI que no va investigar-ho …; sense resultat evidentment!
Faces of Death és un altre gènere: és una pel·lícula que es defineix com a documental sobre les diferents formes que pot revestir la mort. Barreja morts reals (d'animals i d'humans) amb escenificacions evidents.

## Llocs web inspirats en lessnuff
Hi ha llocs Web que mostren imatges de cadàvers i altres imatges xocants, que poden ser considerades com semblants a les pel·lícules snuff, tanmateix, res no prova que aquestes imatges siguin reals o no, pot ser que siguin falses.
Sent les imatges molt violentes i torbadores, no hi haurà enllaços des d'aquest article.

## Pel·lícules de ficció que tracten lessnuff
Diverses pel·lícules han tractat el tema de les snuff, més sovint per denunciar-les:
- Snuff (1976) de Michael Findlay i Carter Stevens (per a l'escena de Snuff). Aquesta pel·lícula va llançar el rumor de les pel·lícules snuff posant en escena la violació d'una jove i la seva tortura, i el seu assassinat després del rodatge de la pel·lícula, pel mateix director. Aquesta pel·lícula va ser prohibida a 32 països, va crear una enorme polèmica al voltant d'aquesta famosa escena i hom es va preguntar si era verdadera.
- A Hardcore (1979) de Paul Schrader, George C. Scott va a la recerca de la seva filla desapareguda que sospita per una xarxa que fa snuffs.
- A Videodrome (1983) de David Cronenberg, un dirigent d'una cadena de TV descobreix una transmissió pirata completament dedicada a l'snuff anomenada Videodrome.
- A Ostermontag (1991) d'Heiko Fipper, la pel·lícula relata els fets d'un assassí que filma cadascun dels seus homicidis per ensenyar-los a les seves futures víctimes que ha segrestat.
- A C'est arrivé près de chez vous 1992), de Remy Belvaux, André Bonzel i Benoît Poelvoorde, són rodats una sèrie d'homicidis i de violacions com a que falsos documentals, amb un aire a la vegada còmic i aclaparador en el marc de la societat belga.
- A Mute Witness (1994) d'Anthony Waller, una jove americana, guarda-roba d'actors de cinema, muda, és accidentalment la testimoni, al marge d'un rodatge «oficial» a Moscou, de la filmació clandestina d'una snuff, i després és perseguida pel cineasta i l'actor masculí.
- A Strange Days (1995) de l'americana Kathryn Bigelow, un antic inspector de policia ha de visionar una snuff que representa l'homicidi d'una de les seves amigues per trobar indicis i descobrir el seu assassí.
- A Tesis (1996) de l'espanyol Alejandro Amenábar, un jove estudiant descobreix l'existència d'una biblioteca de pel·lícules snuff amagada als soterranis de la seva universitat.
- A The Brave (1997) de Johnny Depp, un jove amerindi a l'atur és reclutat per interpretar el paper principal d'una snuff.
- A Lost Highway (1997) de David Lynch, els personatges projecten en una vil·la alguns segons del que sembla una snuff en la qual els músics Marilyn Manson i Twiggy Ramirez són posats en escena.
- A Assassinat en 8 mil·límetres (1999) de Joel Schumacher, una vídua demana a un detectiu privat que investigui sobre la veracitat d'una snuff que el seu marit guardava en secret.
- August Underground (2001) i August Underground S Mordum (2003) de Fred Vogel són falsos snuffs, com si s'haguessin trobat les cintes de vídeo de psicòpates rodant snuffs.
- A Demonlover, d'Olivier Assayas, estrenada el 2002, el lloc d'Internet HellFireClub realitza i publica tortures sàdiques segons petició dels seus abonats.
- A 3 blind mice (2004) de Mathias Ledoux, un jove informàtic voyeur assisteix a un homicidi en directe a una webcam d'un indret d'exhibicionisme.
- A Vacancy, 2007) de Nimród Antal, una parella a la vora de la ruptura (Kate Beckinsale i Luke Wilson) es veu obligada a passar la nit en un motel després que el seu cotxe ha tingut una avaria enmig d'enlloc. Una vegada a la seva cambra, descobreixen cassets de snuffs l'acció dels quas es desenvolupa a la seva pròpia cambra.
- A Snuff Films, un llargmetratge independent inèdit de Nicolas Bressier premiat al Festival Weekend de la Por 2007. Sarah (Mélanie Garino) una jove va al rodatge d'una pel·lícula on ha d'interpretar un paper. Ella i el seu amic Daniel (Nicolas Bressier) es fan pièger per tres assassins psicòtics immortalitzant els seus homicidis amb l'ajuda d'una càmera dv.Snuff Films és disponible legalment al lloc dailymotion utilitzant aquest enllaç

Pel·lícules que s'inspiren en pel·lícules snuff:
- Cannibal Holocaust (1980) de Ruggero Deodato presenta escenes de morts d'animals i humans d'una rara violència, però igualment la violació d'una dona que serà a continuació empalada.
- Hostel (2005) d'Eli Roth: un grup criminal segresta persones per lliurar-les a rics que paguen per torturar-los i matar-los.
- Lady Vengeance (2005) de Park Chan-wook: un professor de parvulari segresta i filma homicidis de nens.
- Untraceable (2008) de Gregory Hoblit: un cibercriminal convida internautes a ajudar i a participar en una execució via un lloc web connectat a una webcam en l'escena de l'homicidi, on un producte hemofílic és introduït a la víctima (en funció del nombre de visitants del lloc web) fins que mori d'hemorràgia.
- Snuff 102 (2007) de Mariano Peralta: Una jove periodista investigant sobre els snuff, es troba ella mateixa com a actriu d'una d'elles després d'haver estat enredada pel psicòleg al qual demanava consell.

### Còmics que tracten lessnuff
- L'argument de les snuff és utilitzat en una part no negligible de la intriga del díptic Shadow (2002), 11è i 12è volums de la sèrie Largo Winch.
- Milo Manara, el 1988, en el seu recull Curtmetratges, ja havia tractat aquest tema en una història curta titulada Acherontia atropos.

### Novel·les explicantsnuffs
- Maurice G. Dantec aborda aquest tema a la seva novel·la La sirena vermella. La jove heroïna fuig de la seva mare després d'haver descobert que era productora de pel·lícules snuff.
- Jacques Vettier ha escrit una novel·la policíaca en la qual la snuff és la tela de fons de la intriga: Nécroprocesseurs.
- Gregory Mcdonald explica la història dels 3 últims dies de Rafael Brown que accepta interpretar en una snuff per salvar la seva família de la necessitat a Rafael, últims dies, adaptat al cinema sota el títol de The Brave.
- Laurent Fétis explica la història d'un director de pel·lícules snuff a  Le lit de béton.
- En Monsieur Malaussène de Daniel Pennac, els dolents són snuffers multireincidents.
- El vestit del mort de Joe Hill va sortir el 2007 posa en escena un vell músic que col·lecciona objectes estranys, entre els quals una snuff que se li ha ofert.
- Snuff de Chuck Palahniuk, el llibre ens submergirà a l'univers glauc de les pel·lícules snuff, més exactament, el llibre seguirà Cassie Wright, una reina del porno, qui intenta batre el rècord mundial de la fornicació, oferint-se davant una càmera a sis-cents homes.
- Jean-Luc Bizien :La mort en prime time, conta la història de gent jove tancada en un estudi pensant guanyar molts diners....
- In tenebris de Maxime Chattam, segona part de la seva trilogia del mal, fa refència en el passatge de Joshua Brolin al tribunal dels miracles. Chattam en fa el tema d'intriga principal a la seva novel·la La promesa de les tenebres.
- La novel·la Looking good dead, 2006, de Peter James és un thriller que té com a argument la creació i la difusió de pel·lícules snuff per malfactors.
- A Biquini, de James Patterson, el personatge principal investiga sobre un assassí en sèrie que ven els seus serveis a un grup de rics aficionats de pel·lícules snuff filmant les seves execucions.
- A Hell.com, de Patrick Senécal, un personatge es dedica al visionat d’aquest tipus de pel·lícules.

### Videojocs en relació amb l’snuff
En el vídeojoc KGB de Cryo, el jugador investiga en el primer i segon capítol sobre el tràfic de pel·lícules snuff.
Manhunt de Rockstar North, és centrat al voltant de la temàtica de l'snuff.
Vampire: The Masquerade - Bloodlines de Troika Games, fa una referència a l'snuff en una missió on el jugador ha de recuperar un vídeo K7 que conté una pel·lícula que mostra horribles homicidis. És necessari ensenyar la poteta blanca per obtenir aquest vídeo, els revenedors de la cantonada pretenen no voler problemes amb la justícia.